# Garysburg
Garysburg é uma cidade  localizada no estado norte-americano de Carolina do Norte, no Condado de Northampton.

## Demografia
Segundo o censo norte-americano de 2000, a sua população era de 1254 habitantes.
Em 2006, foi estimada uma população de 1179, um decréscimo de 75 (-6.0%).

## Geografia
De acordo com o United States Census Bureau tem uma área de
2,5 km², dos quais 2,5 km² cobertos por terra e 0,0 km² cobertos por água.

## Localidades na vizinhança
O diagrama seguinte representa as localidades num raio de 12 km ao redor de Garysburg.